# Zmatek (Star Trek: Stanice Deep Space Nine)
Zmatek (v anglickém originále Babel) je v pořadí pátá epizoda první sezóny seriálu Star Trek: Stanice Deep Space Nine.

## Příběh
Náčelník Miles O'Brien řeší velký počet poruch po celé stanici včetně mnoha replikátorů. Při opravě jednoho z nich nechtěně aktivuje zařízení, které tam bylo umístěné. Brzy poté se u něho začnou projevovat příznaky afasie, začne nesouvisle mluvit, není mu rozumět a ani on nerozumí ostatním.
Zpočátku si doktor Bashir není jist původem O'Brienových potíží, testy neukážou žádné fyziologické příčiny. Ale když se náhle Bashirovi před očima afasie projeví u poručíka Dax, uvědomí si, že mají co dělat s virem, který afasii způsobuje. Zjistí také, že virus pochází z jídla z replikátorů ve velitelské sekci stanice, ostatní replikátory jsou v pořádku. Přesto i lidé z ostatních částí stanice vykazují příznaky. Je vyhlášena karanténa.
Odo brzy zjistí, že Quark, jehož replikátory byly odstaveny, se rozhodl zajistit si jídlo z replikátoru v neobsazené části kajut posádky. Výsledkem bylo rozšíření kontaminovaného jídla po celé stanici. Bashir mezitím zjistí, že virus zmutoval a nákaza je nyní přenosná vzduchem. Začne také způsobovat vysoké horečky, které mohou pacienty i zabít.
Kira objeví replikátor, na němž O’Brien naposledy pracoval a vezme ho Bashirovi. Zjistí se, že modul na replikátoru způsoboval vložení viru do potravin a že ho tam umístili Bajorané, aby nakazil Cardassiany během okupace Bajoru.
Doktor, který virus vytvořil, již zemřel v cardassijském vězení. Jeho asistent, doktor Surmak Ren, není ochoten pomoci najít lék. Kira ho proto unese na stanici, kde se taky nakazí. Mezitím je postižena celá posádka. Jeden z kapitánů kotvících lodí chce za každou cenu odletět a poškodí loď. Díky zákroku Oda a Quarka při tom není poškozena i stanice. Doktor Surmak nakonec najde lék, který je pak rychle podán všem nemocným.

## Zajímavosti
- Anglický název epizody odkazuje na město Babylón, místo biblické věže, kde došlo ke zmatení jazyků.
- V epizodě je jako datum postavení stanice Deep Space Nine uveden rok 2351, zatímco v epizodě 6. řady „Křivdy temnější než noc nebo smrt“ je to rok 2346.